# Campionato americano femminile di pallacanestro 2017
Il 14º Campionato americano femminile di pallacanestro FIBA (noto anche come FIBA Women's AmeriCup 2017) si è svolto dal 6 al 13 agosto 2017 a Buenos Aires, in Argentina. Il Canada ha vinto il titolo per la terza volta, battendo in finale l'Argentina.

## Classifica finale
| Campione d'America | Campione d'America      | Campione d'America |
| --- | ----------------------- | --- |
| Canada4 Langlois, 5 Nurse, 6 Dally, 7 Hill, 8 Carleton, 9 Ayim, 10 Fields, 12 Weisner, 13 Colley, 14 K. Plouffe, 15 M. Plouffe, 22 Hamblin, All. Lisa Thomaidis |                         | |
| Argento | Argentina               | Argentina3 Marchizotti, 4 Rosset, 5 D'Urso, 8 Boquete, 9 Fiorotto, 10 Burani, 11 Gretter, 12 Santana, 13 González, 14 Aispurúa, 18 Armesto, 22 Pérez, All. Cristian Santander |
| Bronzo | Porto Rico              | Porto Rico1 Meléndez, 2 Santos, 5 Rosado, 7 Bermúdez, 9 Gibson, 10 Crespo, 11 González, 12 Salamán, 14 Plácido, 22 Pérez, 24 Jones, 25 Quiñones, All. Jerry Batista           |
| 4. | Brasile                 | Brasile3 Ramona, 5 Babi Honório, 6 Joice, 7 Patty, 9 Jaqueline, 10 Tati, 13 Êga, 15 Kelly, 23 Leticia, 33 Izabela Leite, 34 Gil, 55 Rapha Monteiro, All. Carlos Lima          |
| 5. | Isole Vergini Americane | Isole Vergini Americane5 Carey, 6 Barry, 7 Day, 8 Claxton, 9 Bough, 10 Hamilton, 11 Taylor, 12 Tate, 13 Jones, 14 George, All. William Colón                                  |
| 6. | Paraguay                | Paraguay1 Mercado, 3 Peralta, 4 Peña, 5 Ferrari, 6 Hüttemann, 7 Aponte, 8 Quevedo, 9 Pérez, 10 T. Insfrán, 11 Caraves, 12 Gómez, 14 R. Insfrán, All. Juan Pablo Feliu         |
| 7. | Colombia                | Colombia2 Tapias, 5 Prens, 6 Delgado, 7 Caicedo, 8 Ríos, 9 Palacio, 10 Martínez, 11 Vente, 12 Muñoz, 13 de la Rosa, 15 Mosquera, 16 Asprilla, All. Luis Cuenca                |
| 8. | Cuba                    | Cuba4 Ochoa, 5 Casanova, 6 Galindo, 7 Martínez, 8 Romero, 9 Armentero, 10 García, 11 Cepeda, 12 Bouly, 13 Thompson, 14 Oquendo, 15 Tornell, All. Alberto Zabala               |
| 9. | Venezuela               | Venezuela4 García, 6 Corrales, 8 Márquez, 9 Wallen, 10 Ortega, 11 Durán, 12 Renault, 13 Gárate, 14 Pérez, 15 Marcano, 16 Betancourt, All. Óscar Silva                         |
| 10. | Messico                 | Messico4 Torre, 5 Luna, 6 Ávila, 7 Martínez, 8 Ramos, 9 Silva, 10 Saad, 11 Pardo, 12 Nuñez, 13 Lara, 14 Vargas, 15 Orozco, All. Javier Ceniceros                              |